# Val d'Ossola (trein)
De Val d'Ossola is een internationale trein op het traject Milaan - Bazel. De trein is genoemd naar het dal waar de trein tussen de Simplontunnel en het Lago Maggiore door heen rijdt.

## Cisalpino
Op 29 september 1996 startte Cisalpino met de inzet van Kantelbaktreinen op diverse routes tussen Zwitserland en Italië. De treinen, bestaande uit Pendolino treinstellen, werden als Cisalpino gevolgd door de naam van de trein in de markt gezet. Op 12 december 2004 werden de Cisalpino's op de Lötschbergroute, waaronder de Cisalpino Val d'Ossola opgewaardeerd tot EuroCity

## EuroCity
De EC Val d'Ossola reed tussen Bazel en Milaan met de treinnummers EC 131 en EC 134. In 2005 ontstonden steeds meer problemen met de uitvoering van de dienst door een beperkte beschikbaarheid van de Pendolino treinstellen. In afwachting van de levering van nieuw materieel werd per 12 september 2005 gereden met getrokken materieel. Hiervoor werden Re 484 lokomotieven gehuurd van SBB-Cargo en EC-90 rijtuigen van SBB. Op 9 december 2007 liep de huur af en werd de Val d'Ossola voortaan getrokken door lokomotieven van SBB en FS. De rijtuigen waren inmiddels in de kleuren van Cisalpino geschilderd. Cisalpino is op 12 december 2009 opgeheven als spoorwegmaatschappij en de treinen worden nu weer door SBB geëxploiteerd.

### Route en dienstregeling

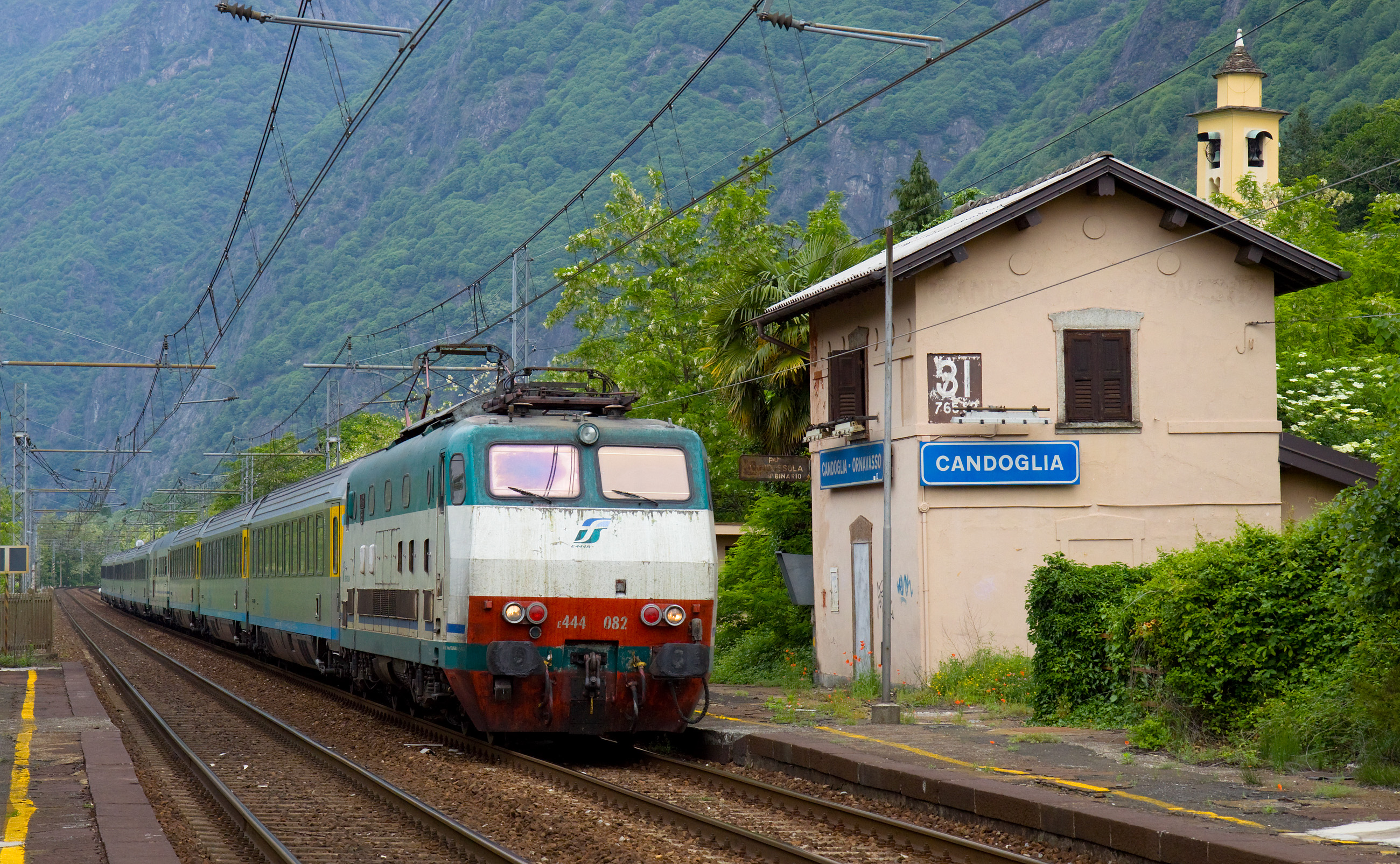
E444 met Cisalpino-rijtuigen bij Candoglia in Val d'Ossola

| EC 131 | land            | station         | km  | EC 134 |
| ------ | --------------- | --------------- | --- | ------ |
| 08:27  | Zwitserland     | Basel SBB       | 0   | 19:33  |
| 08:36  | Zwitserland     | Liestal         |     | 19:23  |
| 08:55  | Zwitserland     | Olten           | 39  | 19:04  |
| 09:25  | Zwitserland     | Bern            | 106 | 18:21  |
| 12:01  | Zwitserland     | Thun            | 137 | 18:01  |
| 12:10  | Zwitserland     | Spiez           | 147 | 17:48  |
|        | Lötschbergroute |                 |     |        |
| 11:08  | Zwitserland     | Brig            | 221 | 16:52  |
|        | Simplontunnel   |                 |     |        |
|        | Val d'Ossola    |                 |     |        |
| 13:35  | Italië          | Milano centrale | 388 | 14:25  |